# NASCAR Grand National Series 1952
La NASCAR Grand National 1952 (attuale NASCAR Cup Series) è stata la 4ª stagione della storia della NASCAR.

## Cronaca
Al termine delle 34 gare di questa quarta stagione NASCAR, Herb Thomas e Tim Flock lottarono per il titolo spalla a spalla, ottenendo 8 vittorie ciascuno, alla fine la spuntò Flock su Thomas che aveva vinto l'anno precedente.

## Risultati
| Data | Gara    | Circuito                       | 1º              | 2º               | 3º                |
| ---- | ------- | ------------------------------ | --------------- | ---------------- | ----------------- |
| 1    | 20-gen  | Palm Beach Speedway            | Tim Flock       | Lee Petty        | Fonty Flock       |
| 2    | 10-feb  | Daytona Beach & Road Course    | Marshall Teague | Herb Thomas      | Pat Kirkwood      |
| 3    | 6-mar   | Speedway Park                  | Marshall Teague | Herb Thomas      | Frankie Schneider |
| 4    | 30-mar  | North Wilkesboro Speedway      | Herb Thomas     | Fonty Flock      | Bill Blair        |
| 5    | 6-apr   | Martinsville Speedway          | Dick Rathmann   | Bill Blair       | Perk Brown        |
| 6    | 12-apr  | Columbia Speedway              | Buck Baker      | Lee Petty        | Dick Rathmann     |
| 7    | 20-apr7 | Lakewood Speedway              | Bill Blair      | Ed Samples       | Lee Petty         |
| 8    | 27-apr  | Central City Speedway          | Herb Thomas     | Fonty Flock      | Ed Samples        |
| 9    | 4-mag   | Langhorne Speedway             | Dick Rathmann   | Tim Flock        | Lee Petty         |
| 10   | 10-mag  | Darlington Raceway             | Dick Rathmann   | Tim Flock        | Fonty Flock       |
| 11   | 18-mag  | Dayton Speedway                | Dick Rathmann   | Lloyd Moore      | Tim Flock         |
| 12   | 30-mag  | Canfield Speedway              | Herb Thomas     | Bill Blair       | Bob Moore         |
| 13   | 1-giu   | Hayloft Speedway               | Gober Sosebee   | Tommy Moon       | David Ezell       |
| 14   | 1-giu   | Fort Miami Speedway            | Tim Flock       | Dick Rathmann    | Lee Petty         |
| 15   | 8-giu   | Occoneechee Speedway           | Tim Flock       | Fonty Flock      | Dick Rathmann     |
| 16   | 15-giu  | Charlotte Speedway             | Herb Thomas     | Tim Flock        | Bill Blair        |
| 17   | 29-giu  | Michigan State Fairgrounds     | Tim Flock       | Buddy Shuman     | Herb Thomas       |
| 18   | 1-lug   | Stamford Park                  | Buddy Shuman    | Herb Thomas      | Ray Duhigg        |
| 19   | 4-lug   | Wine Creek Race Track          | Tim Flock       | Herb Thomas      | Dick Rathmann     |
| 20   | 6-lug   | Monroe Speedway                | Tim Flock       | Herb Thomas      | Lee Petty         |
| 21   | 11-lug  | Morristown Speedway            | Lee Petty       | Tim Flock        | Neil Cole         |
| 22   | 20-lug  | Playland Park Speedway         | Tim Flock       | Lee Petty        | Bub King          |
| 23   | 15-ago  | Monroe County Fairgrounds      | Tim Flock       | Herb Thomas      | Dick Rathmann     |
| 24   | 17-ago  | Asheville-Weaverville Speedway | Bob Flock       | Tim Flock        | Herb Thomas       |
| 25   | 1-set   | Darlington Raceway             | Fonty Flock     | Johnny Patterson | Herb Thomas       |
| 26   | 7-set   | Central City Speedway          | Lee Petty       | Herb Thomas      | Tim Flock         |
| 27   | 14-set  | Langhorne Speedway             | Lee Petty       | Bill Blair       | Herschel Buchanan |
| 28   | 21-set  | Dayton Speedway                | Dick Rathmann   | Lee Petty        | Ray Duhigg        |
| 29   | 28-set  | Wilson Speedway                | Herb Thomas     | Lee Petty        | Bill Blair        |
| 30   | 12-ott  | Occoneechee Speedway           | Fonty Flock     | Donald Thomas    | Bill Blair        |
| 31   | 19-ott  | Martinsville Speedway          | Herb Thomas     | Fonty Flock      | Lee Petty         |
| 32   | 26-ott  | North Wilkesboro Speedway      | Herb Thomas     | Fonty Flock      | Donald Thomas     |
| 33   | 16-nov  | Lakewood Speedway              | Donald Thomas   | Lee Petty        | Joe Eubanks       |
| 34   | 30-nov  | Palm Beach Speedway            | Herb Thomas     | Fonty Flock      | Perk Brown        |

## Classifica
| #  | Pilota        | Pt.  |
| -- | ------------- | ---- |
| 1  | Tim Flock     | 6858 |
| 2  | Herb Thomas   | 6752 |
| 3  | Lee Petty     | 6498 |
| 4  | Fonty Flock   | 5183 |
| 5  | Dick Rathmann | 3952 |
| 6  | Bill Blair    | 3499 |
| 7  | Joe Eubanks   | 3090 |
| 8  | Ray Duhigg    | 2986 |
| 9  | Donald Thomas | 2574 |
| 10 | Buddy Shuman  | 2483 |